# Lahsen Ou Mbark Outmouddizt Abaaqil
Lahsen Ou Mbark Outmouddizt Abaaqil (El Hassan ben Mbark El Baaqili Tamouddizti en arabe) est né en 1844 dans le village de Tamouddizt (Ida Oubaaqil) près d'Anzi, dans l'Anti-Atlas. Il est mort le 10 janvier 1899. Il a étudié principalement à Adouz, sous la houlette de Sidi Saïd Ou Hemmou Goulmaader (mort en 1883), à qui il succéda en tant que cheikh de la zaouit d'Adouz.

## Son œuvre
Outmouddizt est particulièrement connu en tant que mystique. Il est mort le 10 janvier 1899. Il est l'auteur d'un important ouvrage de commentaires en prose tachelhit sur la principale œuvre littéraire de Mohamed Awzal : El Hawd. C'est encore aujourd'hui le plus long texte connu écrit dans une langue berbère. De nombreuses copies du livre ont été retrouvées dans des collections privées et publiques, cependant les copies complètes restent rares ; la plupart ne contient que le commentaire de la première partie d'El Hawd.
Outmouddizt a aussi écrit un ouvrage de commentaires sur une œuvre d'Aznag : Aqaïd din, mais aucune copie de l'œuvre complète n'a été retrouvée. Outmouddizt a aussi écrit de nombreux traités en arabe.

## Source
- Van den Boogert (Nico), Catalogue des manuscrits arabes et berbères du Fonds Roux, Iremam, Aix-en-Provence, 1995.